# 캠프 (일본 프로 야구)
일본 프로 야구에서의 캠프(일본어: キャンプ)는 각 구단이 공식 경기 기간 전에 어느 지역에서 전체 연습이나 개인 연습 등을 하는 것이다.

## 캠프
일본 프로 야구 봄 캠프는 예전에는 고치현이나 미야자키현 등이 많았지만, 현재는 대부분의 팀이 오키나와현이나 미야자키현에 집중하는 경향이 있다. 캠프 선택에 있어서 겨울 기상 조건은 특히 중요하며, 평균 기온이 15도 이상으로 일본 내에서 가장 따뜻한 곳이 고려된다. 이 시기에는 대한민국의 프로야구팀들도 오키나와에서 전지훈련을 하는 경우가 있어, 일본의 팀과 평가전을 가지고 있으며 비공식적으로 오키나와 리그라고 부르는 경우가 많다. 각 나라에서 펼쳐지는 시범경기와 마찬가지로 승패, 기록에 있어 큰 의미는 두지 않는다.